# Ель-Прадо-Естейтс (Аризона)
Ель-Прадо-Естейтс (англ. El Prado Estates) — переписна місцевість (CDP) в США, в окрузі Юма штату Аризона. Населення — 320 осіб (2020).

## Географія
Ель-Прадо-Естейтс розташований за координатами 32°42′22″ пн. ш. 114°31′17″ зх. д. / 32.70611° пн. ш. 114.52139° зх. д. (32.706214, -114.521481).  За даними Бюро перепису населення США в 2010 році переписна місцевість мала площу 2,51 км², уся площа — суходіл.

## Демографія
Згідно з переписом 2010 року, у переписній місцевості мешкали 504 особи в 157 домогосподарствах у складі 127 родин. Густота населення становила 201 особа/км².  Було 199 помешкань (79/км²).
Расовий склад населення:
| - 77,6 % — білих - 1,2 % — азіатів - 0,8 % — чорних або афроамериканців - 0,6 % — вихідців з тихоокеанських островів - 0,6 % — корінних американців - 17,1 % — осіб інших рас |

До двох чи більше рас належало 2,2 %. Частка іспаномовних становила 84,5 % від усіх жителів.
За віковим діапазоном населення розподілялося таким чином: 34,1 % — особи молодші 18 років, 57,8 % — особи у віці 18—64 років, 8,1 % — особи у віці 65 років та старші. Медіана віку мешканця становила 33,3 року. На 100 осіб жіночої статі у переписній місцевості припадало 94,6 чоловіків;  на 100 жінок у віці від 18 років та старших — 91,9 чоловіків також старших 18 років.
Середній дохід на одне домашнє господарство  становив 36 829 доларів США (медіана — 33 750), а середній дохід на одну сім'ю — 31 872 долари (медіана — 30 833). За межею бідності перебувало 26,8 % осіб, у тому числі 30,2 % дітей у віці до 18 років та 0,0 % осіб у віці 65 років та старших.
Цивільне працевлаштоване населення становило 178 осіб. Основні галузі зайнятості: роздрібна торгівля — 46,1 %, оптова торгівля — 23,0 %, сільське господарство, лісництво, риболовля — 13,5 %, науковці, спеціалісти, менеджери — 9,0 %.